# Claviramus oculatus
Claviramus oculatus är en ringmaskart som först beskrevs av Langerhans 1884.  Claviramus oculatus ingår i släktet Claviramus och familjen Sabellidae. Inga underarter finns listade i Catalogue of Life.